# Storugns

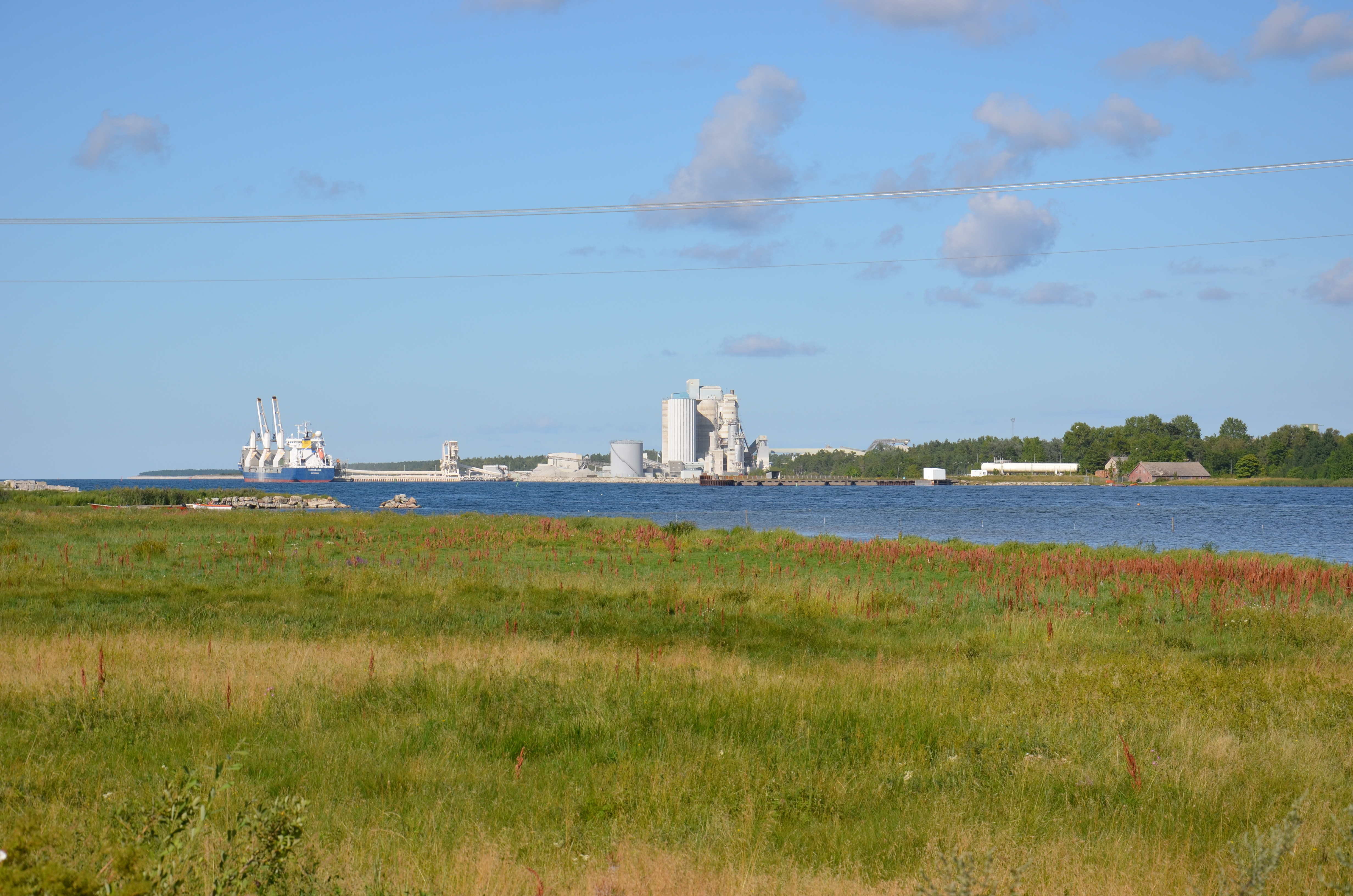
Storugns vid Kappelshamnsviken på Gotland

Storugns är ett kalkbrott med utskeppningshamn vid Kappelshamnsviken på Gotland, som drivs av Nordkalk.
Hamnen har använts som nödhamn för färjetrafiken med fastlandet. I ett av brotten ligger motorbanan Gotland Ring.